# Баярд, Мадлен
Мадлен Викторин Баярд (фр. Madeleine Victorine Bayard), в британских документах Мадлен Барклай (фр. Madeleine Barclay; 21 февраля 1911, Париж — 1 января 1943, около Азорских островов) — французская морячка, первый офицер Женской королевской морской службы Великобритании и агент Управления специальных операций.

## Биография
Мадлен Баярд родилась в Париже 21 февраля 1911 года в доме 123 на бульваре Порт-Роял. Мать: Адель Сюзанн Баярд. Отец неизвестен. Часто встречается упоминание фамилии Геклен в её родословной, что даёт предположения о том, что она была потомком или констебля Франции Бертрана Дюгеклена, или рыцаря Пьера де Баярда.
Сведения о её молодости довольно скудны: известно, что в 1938 году она проживала в Индокитае, где вышла замуж за местного землевладельца (он вскоре был убит во время восстания). Мадлен была арестована, но вскоре её освободил её будущий супруг Клод Пери, офицер ВМС Франции. Позднее Мадлен перебралась служить на французское торговое судно «Рейн» (фр. Le Rhin) по настоянию Клода.
В 1940 году после во Францию вторгся вермахт. Война коснулась и «Рейна»: Клоду пришлось даже принять участие в боевых действиях, взорвав в порту Лас-Пальмас немецкий корабль. После капитуляции Франции «Рейн» выбрался в Гибралтар, а оттуда добрался до одного из портов Уэльса, где был включён в состав КВМС Великобритании под именем HMS Fidelity. Весь экипаж был зачислен в состав Королевского военно-морского флота, а Баярд была принята в Женскую вспомогательную службу ВМС (специальное женское подразделение КВМС) и получила звание лейтенант-коммандера. В январе 1941 года она окончила специальные офицерские курсы в Королевском морском колледже в Гринвиче. По предложению британцев Мадлен стала разведчицей при Управлении специальных операций, что само по себе было редкостью: редко кто из агентов УОС получал или имел опыт службы во флоте. Туда же отправился и Клод Пери.
В ноябре 1942 года после высадки американских частей в Северной Африке немцы ввели войска на территорию Вишистского Французского государства, поэтому там пришлось свернуть планы по высадке своих агентов. Тем не менее, «Фиделити» не остался без работы: было решено отправить его на Дальний Восток. Размеры корабля были таковы, что на его борту можно было нести несколько человекоуправляемых торпед и даже гидросамолётов. Корабль был включён в состав 40-го подразделения коммандос и готовился к отправке в Юго-Восточную Азию: планировалось забрасывать коммандос на побережье территорий, оккупированных японцами. Мадлен была назначена офицером по шифрованию и дешифрованию сообщений, Клод — капитаном судна.
В ночь с 31 декабря 1942 года на 1 января 1943 года корабль «Фиделити» был атакован немецкими подлодками U-435 Зигфрида Штрелова и U-615 Ральфа Капицки. Несколько торпедных попаданий привели к затоплению корабля. Тела членов экипажа не удалось найти, и вскоре их объявили официально погибшими.
Награждена Звездой 1939—1945 годов, Французской и Германской звездой, а также Военной медалью 1939—1945 годов.
В 2005 году была выпущена книга о жизни Клода и Мадлен Claude and Madeleine: A True Story of War, Espionage and Passion, автор — Эдуард Марриотт.